# Eresus lishizheni
Espèce
Eresus lishizheni est une espèce d'araignées aranéomorphes de la famille des Eresidae.

## Distribution
Cette espèce est endémique du Xinjiang en Chine,. Elle se rencontre dans le xian de Huocheng.

## Description
Le mâle holotype mesure 8,91 mm.

## Étymologie
Cette espèce est nommée en l'honneur de Li Shizhen.

## Publication originale
- Lin, Marusik, Gao, Xu, Zhang, Wang, Zhu & Li, 2021 : « Twenty-three new spider species (Arachnida: Araneae) from Asia. » Zoological Systematics, vol. 46, no 2, p. 91-152.